# Khalifa Moubarak
Khalifa Moubarak (arabe : خليفة مبارك) est un footballeur international émirati né le 30 octobre 1993. Il évolue au poste de défenseur central à Al Nasr. 

## Carrière

### En sélection
Il reçoit sa première sélection avec l'équipe des Émirats arabes unis le 10 novembre 2017, en amical contre Haïti (défaite 0-1). Il enregistre sa première victoire quatre jours plus tard, en amical contre l'Ouzbékistan (score : 1-0).
Il participe quelques semaines plus tard à la Coupe du Golfe des nations 2017-2018. Lors de cette compétition, il joue cinq matchs. Les Émirats arabes unis s'inclinent en finale face à l'équipe d'Oman, après une séance de tirs au but.
En janvier 2019, il participe à la Coupe d'Asie des nations organisée aux Émirats arabes unis.

## Palmarès

### En équipe nationale
- Finaliste de la Coupe du Golfe des nations en 2018 avec l'équipe des Émirats arabes unis

### En club
- Vainqueur de la Coupe des Émirats arabes unis en 2015 avec l'Al Nasr Dubaï